# Rio Diamantina
Rio Diamantina är ett vattendrag i Brasilien.   Det ligger i delstaten Goiás, i den centrala delen av landet, 500 km väster om huvudstaden Brasília.
Omgivningarna runt Rio Diamantina är huvudsakligen savann. Runt Rio Diamantina är det mycket glesbefolkat, med 2 invånare per kvadratkilometer.